# 北見信用金庫
北見信用金庫（きたみしんようきんこ、英語：Kitami Shinkin Bank）は、北海道北見市に本店を置く信用金庫である。

## 概要
かつては北洋銀行北見中央支店の近隣に当金庫の本店が立地していたが、2006年11月にJR北見駅前の旧駅前プラザHOW（旧「まるいいとう百貨店」建物後継商業施設）跡地に新築移転した。主に北見市及び常呂郡を中心に営業活動を行なっている（近隣自治体のひとつである佐呂間町には当金庫の支店は存在せず、遠軽信用金庫の支店がある）。かつて北海道拓殖銀行が経営破綻したのち、北見市の新たな指定金融機関として当金庫が選ばれた。北見市の他、津別町・訓子府町・置戸町の3町で指定金融機関となっている。
2005年12月より本店の土・日・祝日営業（12月31日 - 1月3日を除く）を開始した。
2009年3月3日、紋別信用金庫（紋別市）との合併を発表、同年11月24日をもって合併した。合併により預金残高は道内の信金の中で第4位となった。
自己資本比率は2009年3月末時点で25.79%（国内基準）と非常に高い値であった。合併相手の紋別信用金庫は、合併前の数年間の間に急激に自己資本比率を減らしていたため、合併後の自己資本比率は21.67%にまで低下しているが、それでもなお20%超と極めて高い数値を維持している。

## 沿革
- 1930年（昭和05年）11月 - 野付牛信用組合として設立。
- 1942年（昭和17年） - 北見信用組合となる。
- 1951年（昭和26年） - 信用金庫法に基づく信用金庫に転換、北見信用金庫に改組。
- 2009年（平成21年）
  - 3月3日 - 紋別信用金庫と北見信用金庫が合併すると発表。
  - 11月24日 - 紋別信用金庫と合併。
- 2021年（令和03年）
  - 11月1日：北海道銀行とのATM相互無料提携を開始[4][5][6]。
- 2023年（令和05年）
  - 10月6日 - 札幌市中央区に札幌支店を開設（ATMと貸金庫は設置せず、事業性融資に特化した店舗）[7]。

## 店舗網
北見地区（16店舗）
- 北見市 - 本店、三輪支店、東支店、西支店、南大通支店、若葉支店、北光支店、卸町支店、相内支店、ことぶき支店、留辺蘂支店、温根湯支店、端野支店、常呂支店
- 訓子府町 - 訓子府支店
- 置戸町 - 置戸支店

網走地区（2店舗）
- 津別町 - 津別支店
- 美幌町 - 美幌支店

釧路地区（1店舗）
- 釧路市 - 釧路支店

帯広地区（3店舗）
- 帯広市 - 帯広支店、南支店、しらかば支店

紋別地区（6店舗）
- 紋別市 - 紋別支店(旧称：紋別信金本店)、南が丘支店(旧称：紋別信金南支店)
- 滝上町 - 滝上支店(旧称：紋別信金滝上支店)
- 興部町 - 興部支店(旧称：紋別信金興部支店)
- 雄武町 - 雄武支店(旧称：紋別信金雄武支店)
- 西興部村 - 西興部支店(旧称：紋別信金西興部支店)

旭川・名寄地区（2店舗）
- 旭川市 - 旭川支店(旧・紋別信金旭川支店及び紋別信金四条支店を統合[8])
- 名寄市 - 名寄支店(旧称：紋別信金名寄支店)

札幌地区（1店舗）
- 札幌市中央区 - 札幌支店

## totoの払い戻し店
スポーツ振興くじ（toto）当選券の払い戻し店は、以下の店舗で行う。
- 本店
- 紋別支店